# Gare de Lons-le-Saunier
Gare de Lons-le-Saunier vasútállomás Franciaországban, Lons-le-Saunier településen.

## Vasútvonalak
Az állomást az alábbi vasútvonalak érintik:
- Mouchard-Bourg-en-Bresse-vasútvonal

## Kapcsolódó állomások
A vasútállomáshoz az alábbi állomások vannak a legközelebb:
- Gare de Domblans - Voiteur
- Gare de Cousance